# Ignacio Padilla

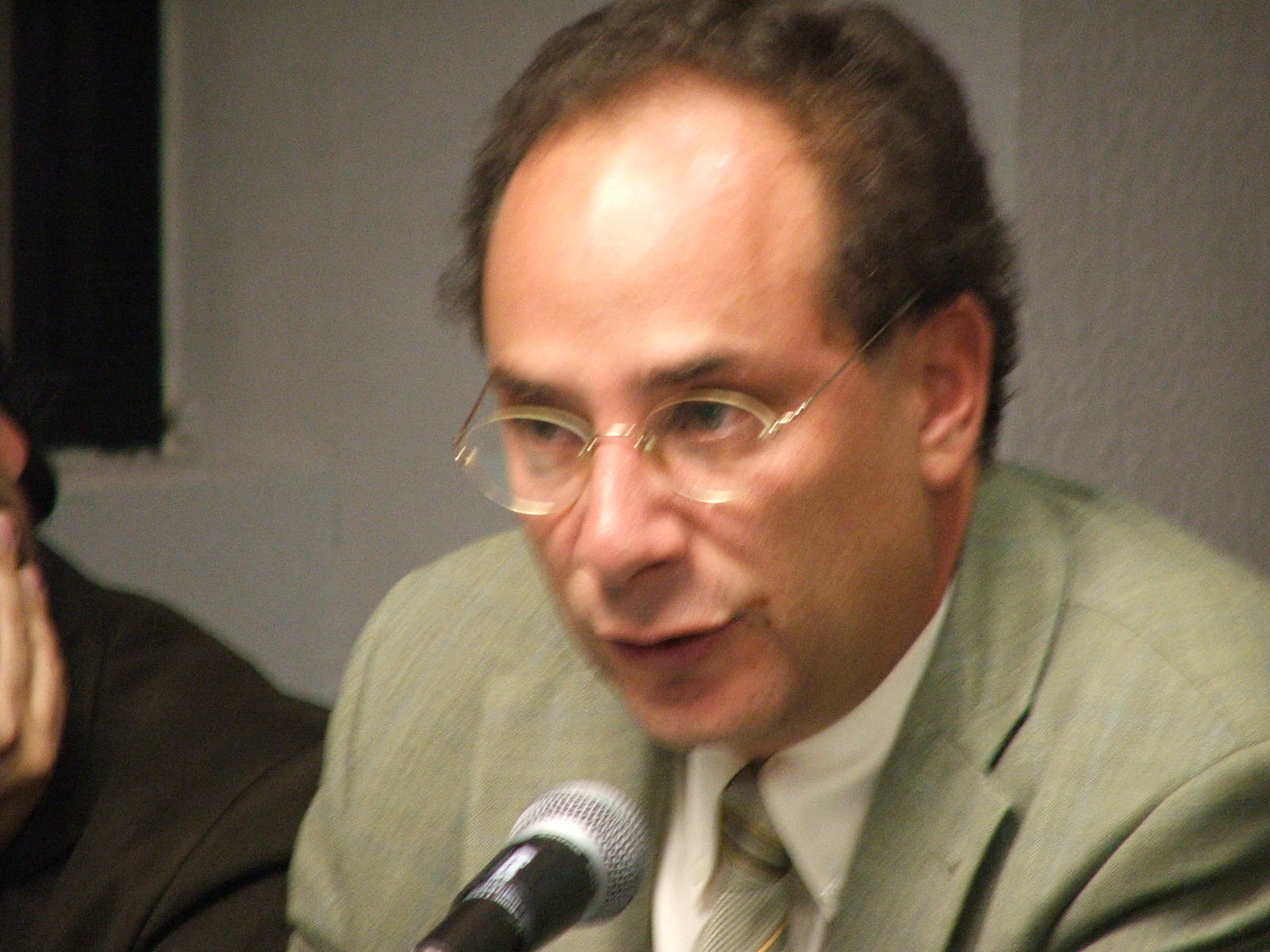
Ignacio Padilla (2005)

Ignacio Padilla (ur. 7 listopada 1968 w Meksyku, zm. 20 sierpnia 2016) – meksykański pisarz, dziennikarz i eseista.
Debiutował pod koniec lat 80. zbiorem opowiadań Subterráneos. Pierwszą powieść wydał w 1994. Przez pewien czas był redaktorem naczelnym Playboya, w latach 2001–2003 był attaché londyńskiej ambasady Meksyku. Pracował jako wykładowca uniwersytecki. Należał do grupy literackiej Generación del crack. Jego utwory były wielokrotnie nagradzane, np. wydany w Polsce Amphitryon zdobył Premio Primavera de Novela. 
Tytuł powieści nawiązuje do mitu o Amfitrionie, a jej akcja rozgrywa się w Europie w pierwszej połowie XX wieku – kluczowe wydarzenia mają za tło I i II wojnę światową. Bohaterami są ludzie tracący swą tożsamość w wyniku partii szachów. Uczestnikiem jednej z takich transakcji staje się nazistowski zbrodniarz Adolf Eichmann. W prozie Padilli zauważalny jest wpływ Jorge Luisa Borgesa.

## Powieści
- El año de los gatos amurallados (1994)
- Las tormentas del mar embotellado (1994)
- La catedral de los ahogados (1995)
- Si volviesen sus majestades (1996)
- Los funerales de Alcaraván (1999)
- Amphitryon (2000)
- Espiral de artillería (2003)
- La gruta del Toscano (2006)